# 杜鹃花目
杜鹃花目（学名：Ericales），是双子叶植物纲中的一个大目，本目植物既有乔木，也有灌木、藤本和草本。既有绿色自养植物，也有寄生植物和食肉植物。本目植物花一般为五裂。
杜鹃花目的植物，一般都有共生的菌根，最常见的是杜鹃花类菌根（Ericoid mycorrhizas）、水晶兰类菌根（Monotropoid mycorrhizas）和浆果莓类菌根（Arbutoid mycorrhizas）。其中有些属的植物，可以富集铝。
杜鹃花目的植物广泛分布在世界各地，包括有近8000种，其中杜鹃花科就大约有2000-4000种。

## 经济价值
杜鹃花目中最有经济价值的植物是茶，此外还包括一些可以食用的水果，例如猕猴桃、柿、越橘、酸果蔓和巴西坚果等。许多本目植物用于观赏花品种，例如杜鹃花、山茶花、樱草、凤仙花等。

## 分类
下列是主要科属：
- 猕猴桃科 Actinidiaceae
- 凤仙花科 Balsaminaceae
- 山柳科 Clethraceae
- 翅萼树科 Cyrillaceae
- 岩梅科 Diapensiaceae
- 柿树科 Ebenaceae
- 杜鹃花科 Ericaceae
- 福桂花科 Fouquieriaceae
- 玉蕊科 Lecythidaceae
- 杜茎山科 Maesaceae（併入報春花科）
- 蜜囊花科 Marcgraviaceae
- 帽蕊草科 Mitrastemonaceae
- 紫金牛科 Myrsinaceae（併入報春花科）
- 假红树科 Pellicieraceae（併入四籽树科）
- 五列木科 Pentaphylacaceae
- 花荵科 Polemoniaceae
- 报春花科 Primulaceae
- 山榄科 Sapotaceae
- 瓶子草科 Sarraceniaceae
- 肋果茶科 Sladeniaceae
- 安息香科 Styracaceae
- 山矾科 Symplocaceae
- 厚皮香科 Ternstroemiaceae（併入五列木科）
- 四籽树科 Tetrameristaceae
- 山茶科 Theaceae
- 假轮叶科 Theophrastaceae（併入報春花科）

在旧的克朗奎斯特分类法中，杜鹃花目被列入五桠果亚纲，只包括、杜鹃花科、翅萼树科、山柳科、假石南科、岩高兰科、尖苞树科、鹿蹄草科和水晶兰科等8科。在新的APG II 分类法中，杜鹃花目被扩大。